# Visioni/Io ti fermerò
Visioni/Io ti fermerò è il secondo singolo del gruppo musicale italiano New Trolls, pubblicato nel 1968.

## Descrizione
La canzone sul lato A, Visioni', partecipò a Un disco per l'estate 1968, e venne inclusa nell'album New Trolls del 1970, mentre il lato B Io ti fermerò rimase inedita su album fino al 1994, anno in cui fu inclusa nel cd Singles A's & B's.
Pur non essendo riportato sull'etichetta, nell'Archivio della SIAE viene riportato tra gli autori anche il maestro Gian Piero Reverberi.

## Tracce
LATO A
1. Visioni (testo: Giorgio D'Adamo – musica: Vittorio De Scalzi, Nico Di Palo, Gian Piero Reverberi; edizioni musicali Usignolo)

LATO B
1. Io ti fermerò (testo: Giorgio D'Adamo – musica: Vittorio De Scalzi, Nico Di Palo, Gian Piero Reverberi; edizioni musicali Usignolo)

## Formazione
- Vittorio De Scalzi: voce, chitarra
- Nico Di Palo: voce, chitarra
- Gianni Belleno: batteria, cori
- Mauro Chiarugi: tastiere
- Giorgio D'Adamo: basso